# Марон Сиријски
Преподобни Марон Сиријски је хришћански светитељ из 4.-5. века (умро 410. године), монах пустињак.

## Биографија
Податке о Мароновом животу износи Теодорит Кирски у 16. поглављу своје књиге „Историја богољубаца“. Према његовим речима, Марон је у Сирији, на десној обали реке Оронта, водио пустињачки живот, а за своје пребивалиште одабрао је врх антиохијске планине Кире, коју су раније поштовали пагани. Овде су у гају раније приношене паганске жртве. Осветио је место некадашњих идолских жртава и учинио га местом служења Богу; саградио је себи малу колибу, покривши је кожама. Колиба је изграђена као заклон од кише и снега, али Марон ју је ретко посећивао. Теодорит извештава да је Марон за живота примио дар чуда од Бога; многи људи су му долазили. Уз помоћ молитве Марон је исцељивао не само телесне, већ и душевне болести.
Марон је монаха Зевина (4.-5. век) назвао својим духовним оцем, учитељем и примером сваке врлине, задивио се Зевиновим врлинама, и наредио је свима који га посећују да оду код старца Зевина и добију од њега благослов. Тражио је да се обоје ставе у исти ковчег, али му се та жеља није испунила. Марон је умро након кратке болести. После његове смрти настала је јака полемика око његових моштију. Становници једног суседног многољудног села су се окупили и сабрали, зграбили мошти Марона, а остале растерали; из тог разлога, Мароново тело није стављено у исти ковчег као и Зевин, који је умро и лежао у ковчегу. Саградили су му велики храм и увели празник у спомен на Марона. Слава о врлинском подвижничком животу и чудима које је чинио монах довела је до тога да је после његове смрти подигнут манастир на месту подвижништва Светог Марона. Светом Марону је упућена порука Јована Златоустог, упућена „свештенику подвижнику Марону“. Теодорит Кирски извештава да су Маронови ученици били Јаков Пустињак и Лимније Сиријац.
Православна црква помиње светог Марона 14(27) фебруара.